# وزارة طاهر يحيى الرابعة
تشكلت وزارة طاهر يحيى الرابعة بتاريخ 10 تموز 1967 الوزارة الجديدة وهي الوزارة الثانية عشر منذ ثورة 14 تموز 1958 والوزارة الحادية والسبعون منذ تشكيل الدولة العراقية الحديثة.

## تشكيلة الوزارة
كانت وزارة الفريق طاهر يحيى تتألف من:
- رئيس الوزراء: طاهر يحيى، وكذلك وزيرا للداخلية
- وزير الدفاع: شاكر محمود شكري
- وزير المالية: عبد الرحمن الحبيب
- وزير العدل: مصلح النقشبندي
- وزير التربية: عبد الرحمن محمد خالد القيسي
- وزير العمل والشؤون الاجتماعية: أحمد هادي الحبوبي
- وزير الصحة: أحمد الشماع
- وزير الثقافة والإرشاد: مالك دوهان الحسن
- وزير المواصلات: عبد المجيد الجميلي
- وزير الإصلاح الزراعي: عبد الكريم فرحان، وكذلك وزير الزراعة بالوكالة
- وزير التخطيط: محمد يعقوب السعيدي
- وزير الاقتصاد: أديب الجادر
- وزير الصناعة: خليل إبراهيم حسين الزوبعي
- وزير النفط: عبد الستار علي الحسين
- وزير الوحدة: شامل السامرائي
- وزير رعاية الشباب: عبد الهادي الراوي
- وزراء دولة:
- عبد الفتاح سعيد الشالي، وزير شؤون الشمال ووزير البلديات والأشغال بالوكالة
- إسماعيل خير الله، وزير لدولة لشؤون رئاسة الجمهورية ووزير الخارجية بالوكالة
- عبد الرزاق محيي الدين

## التعديلات الوزارية

### تعديل 19 أيلول
وفي 19 أيلول 1967، عين إحسان شيرزاد وزيرا للبلديات والأشغال.

### تعديلات كانون الثاني 1968
في 13 كانون الثاني 1968 أجرى الفريق طاهر يحيى تعديلا واسعا، وكان من أسباب التعديل التصديق على قانون التعديل الرابع لقانون اليانصيب والاكتتابات والذي أجاز سباق الخيل، وقد اعترض على ذلك ستة من الوزراء وعدوا ذلك غير مناسب في مثل ظروف العراق الذي كان يمر بظروف صعبة.
وفي مساء يوم 13 كانون الثاني 1968 صدر المرسوم الجمهوري الذي نص على قبول استقالة كل من وزير التربية عبد الرحمن خالد القيسي ووزير العمل والشؤون الاجتماعية أحمد الحبوبي ووزير الصحة أحمد الشماع ووزير الاقتصاد محمد جواد العبوسي ووزير رعاية الشباب عبد الهادي الراوي ووزير الدولة عبد الرزاق محيي الدين، وعين الوزراء التالية أسماؤهم في المناصب الشاغرة:
- وزير التربية: طه الحاج إلياس
- وزير العمل والشؤون الاجتماعية: عبد الكريم هاني
- وزير الصحة: جمال أحمد حمدي
- وزير الاقتصاد: عبد الكريم كنونة
- وزير رعاية الشباب: ياسين خليل
- وزير دولة: العميد الركن فيصل شرهان علي العرس

### تعديلات شباط 1968
في 26 شباط 1968، صدر مرسوم جمهوري بتعيين اللواء حمودي مهدي رئيس أركان الجيش وكالة وزيرا للدولة.

### تعديلات نيسان 1968
وفي 1 نيسان 1968، صدر مرسوم جمهوري بتعيين عبد الكريم فرحان وزيرا للزراعة والإصلاح الزراعي وجاء ذلك بعد صدور قانون دمجت فيه وزارتي الزراعة والإصلاح الزراعي بوزارة واحدة.
علما أنه في 17 آذار 1968، صدر تعديل بتغيير اسم وزارة النفط إلى وزارة النفط والمعادن.
وفي 8 أيار 1968، صدر تعديل ثالث بتغيير اسم «وزارة الثقافة والإرشاد» إلى «وزارة الثقافة والاعلام».

### تعديلات حزيران 1968
قدم وزير البلديات والأشغال إحسان شيرزاد ووزير شؤون الشمال عبد الفتاح الشالي استقالتيهما بسبب بتعطيل جريدة التآخي وهما الوزيران الكرديان، وقبلت استقالتيهما قي 22 حزيران 1968.
فصدر مرسومان بتعيين وزير الزراعة والإصلاح الزراعي عبد الكريم فرحان وزيرا للبلديات والأشغال بالوكالة، وتعيين وزير الدولة لشؤون الأوقاف حمودي مهدي وزيرا لشؤون الشمال وكالة.
سرعان ما استقال عبد الكريم فرحان، فعين وزير المواصلات عبد المجيد الجميلي وزيرا للزراعة والإصلاح الزراعي وكالة، وعين وزير الصناعة خليل إبراهيم حسين الزوبعي وزيرا للبلديات والأشغال وكالة.
كان من المتوقع ان تسقط وزارة الفريق طاهر يحيى الرابعة وتتشكل وزارة جديدة إلا أن ذلك لم يحدث بسبب انقلاب 17 تموز 1968 التي أطاحت بحكم الرئيس عبد الرحمن محمد عارف.
تشكلت بعد الانقلاب حكومة عبد الرزاق النايف.